# Interactive Systems Corporation
Pour les articles homonymes, voir ISC.
Interactive Systems Corporation (ISC) était un éditeur de logiciel, connu surtout pour ses versions du système d'exploitation Unix.
En 1977, ISC devint le premier distributeur de systèmes Unix commerciaux en vendant IS/1, une variante améliorée d’Unix version 6 pour l’automatisation des tâches bureautiques, qui fonctionnait sur la plupart des PDP-11. Plus tard, IS/3 et IS/5 étaient des versions améliorées de System III et System V respectivement pour les PDP-11 et les VAX.
ISC devint particulièrement connu pour son portage d’Unix sur l’IBM PC. La première version était un dérivé de System III, développé sous contrat avec IBM, et distribuée sous le nom de PC/IX (Personal Computer Interactive Executive). Les versions plus récentes furent appelées 386/ix puis finalement Interactive Unix System V/386, et basées sur System V Release 3.2. ISC était l'éditeur officiel de System V Release 4 sur la plateforme x86.
ISC participa également au développement de VM/IX (Système Unix destiné à être utilisé comme hôte dans VM/CMS), IX/360 (Système Unix fonctionnant sur les mainframes System/390) et AIX, de nouveau sous contrat avec IBM, et a collaboré avec Segue Software et Peter Norton Computing (depuis racheté par Symantec), pour développer une version Unix des Norton Utilities.
ISC a été rachetée par Kodak en 1988. Kodak a vendu sa division de systèmes d’exploitation Unix pour processeurs Intel à Sun Microsystems le 26 septembre 1991. Kodak a ensuite vendu ce qu'il lui restait d'ISC à SHL Systemhouse en 1993.
Le support pour Interactive System V/386, dernier système d’exploitation d'ISC à être retiré du marché, s’est terminé le 23 juin 2008.